# Usine élévatoire de Saint-Nazaire
L'usine élévatoire est un ancien établissement élévateur des eaux, propriété du Grand port maritime de Nantes-Saint-Nazaire. Elle est située dans la zone industrialo-portuaire de Saint-Nazaire, dans le quartier du Petit-Maroc. Elle est inscrite au titre des monuments historiques en 2020,.

## Présentation
L'usine élévatoire entre en service en 1911 après deux ans de travaux. Sa construction était liée au percement de l'entrée au sud du port de Saint-Nazaire pour la mise à flot de bateaux à fort tirant d’eau. Elle permettait la régulation des niveaux, entre 5 et 6 m, dans les bassins avec l'aide d'une soixantaine d'employés.
Elle fut modernisée entre 1947 et 1950, les pompes à vapeur furent alors remplacées par une énorme pompe à moteur électrique de 450 ch, et par 2 pompes à moteur Diesel plus économiques. Puis elle fit de nouveau l’objet de travaux d’amélioration en 1958 puis 1974.
En partie désaffectée en 1989, elle cesse définitivement de fonctionner en août 1993 et est depuis remplacée par une station de pompage souterraine.
Les locaux sont actuellement occupés par les services de dragage du Grand Port Maritime.
La Région Pays de la Loire, la ville de Saint-Nazaire et le Grand Port Maritime de Nantes-Saint-Nazaire, propriétaire du site, avaient envisagé de réhabiliter le bâtiment et d'y créer un « centre d’interprétation et de valorisation de l’estuaire de la Loire » (CIVEL), dont le but aurait été de présenter différentes thématiques (paysages, environnement, activité économique, vie sociale) centrées autour de la Loire et de son estuaire. Cependant, à la suite du changement de majorité au Conseil régional des Pays de la Loire en 2015, le projet a été abandonné et le Grand Port Maritime de Nantes-Saint-Nazaire, propriétaire du site, a lancé en 2018 un appel à manifestation d'intérêt. Finalement l'usine sera transformée en hôtel de luxe (4 étoiles) doté d'un bar-brasserie.
En avril 2019, les gérants nantais des « Brassés » (mail Pablo-Picasso) et du « Sōzō Hôtel » (rue Frédéric-Cailliaud) sont sélectionnés. Une brasserie devrait ouvrir, tandis qu'une boutique-hôtel d'une quarantaine de chambres attenant au bâtiment d'origine sera construit sur six étages selon les plans de l'architecte Philippe Barré,.

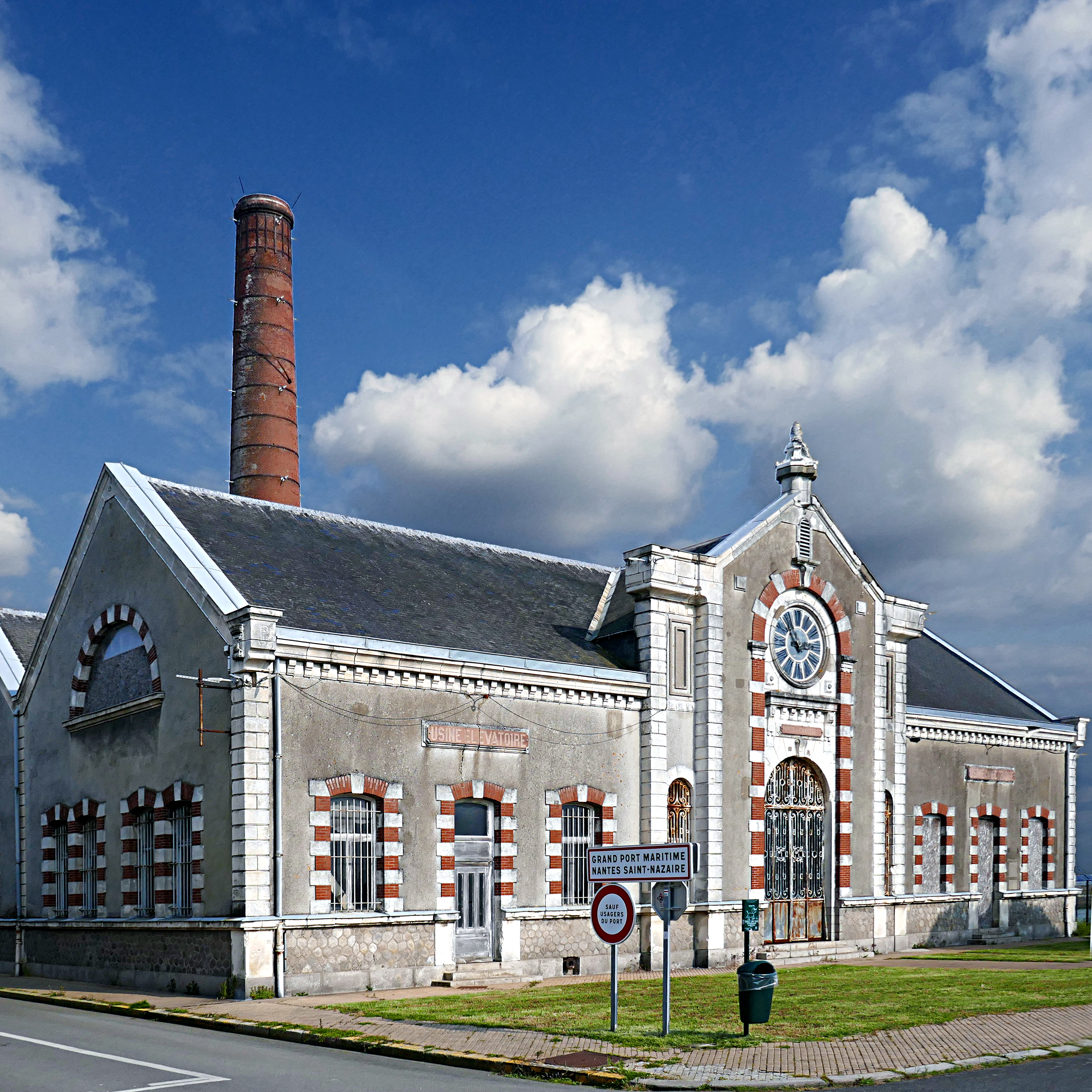
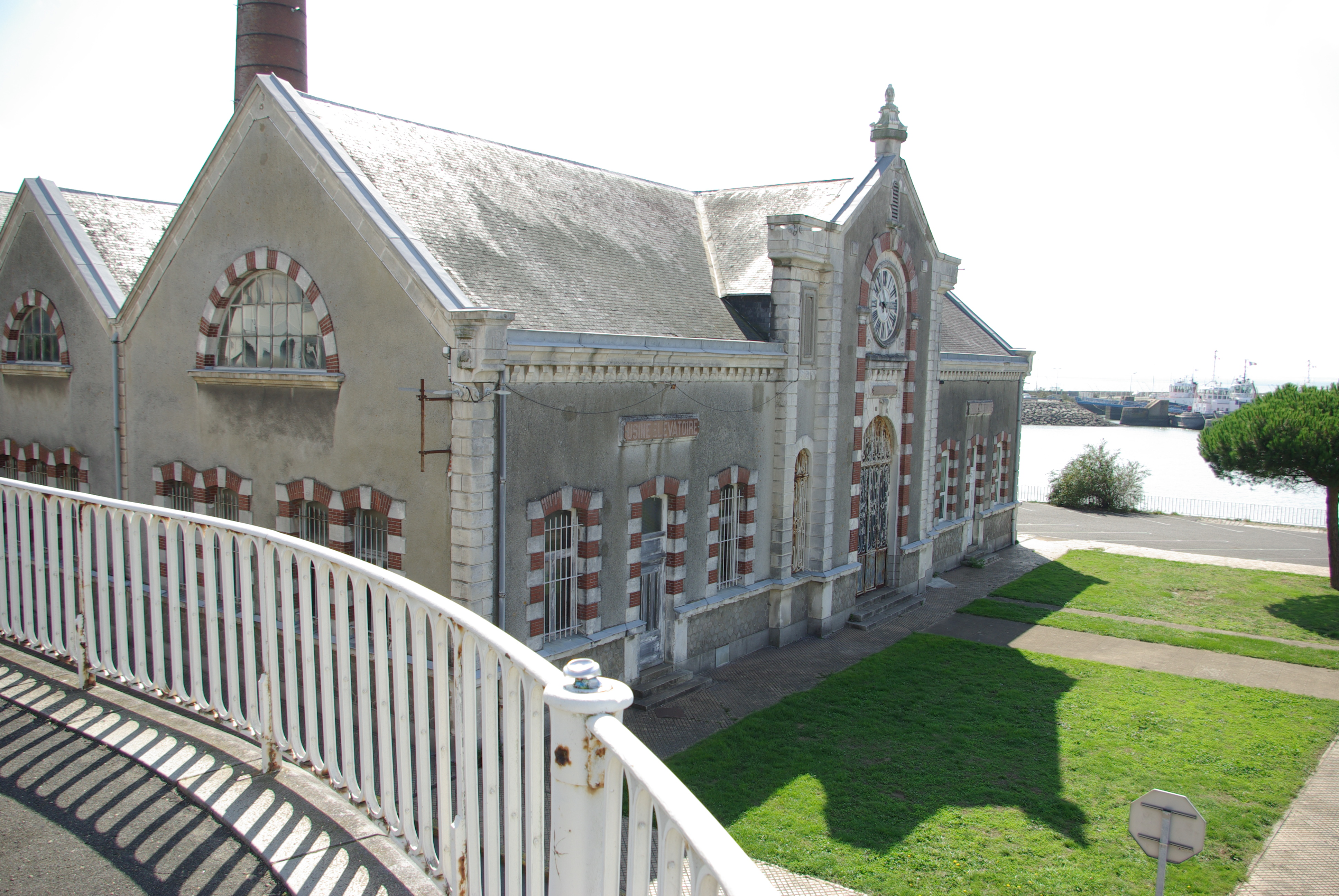